# دستیابی به پهپاد آرکیو ۱۷۰ آمریکا در خاک ایران
دستیابی به پهپاد آمریکا در خاک ایران اشاره به دست یافتن به یک فروند هواپیمای پهپاد مدل آر-کیو ۱۷۰ متعلق به ایالات متحده آمریکا پس از ورود ۲۲۵ کیلومتری به حریم هوایی ایران در نزدیکی کاشمر دارد. مقامات نظامی ایران در تاریخ یکشنبه ۱۳ آذر ۱۳۹۰ اعلام کردند که یک فروند هواپیمای جاسوسی از نوع لاکهید مارتین آر کیو ۱۷۰ سنتینل را در شرق ایران با کمترین خسارت ممکن سرنگون کرده و اکنون آن را در اختیار دارند. گزارش‌هایی مبتنی بر اینکه پهپاد آر کیو ۱۷۰ در حال جاسوسی علیه تأسیسات هسته‌ای ایران بوده از سوی مقامات ایرانی مطرح شد ولی از سوی مقامات آمریکایی تأیید نشد. همچنین ادعا شده بود که در اختیار قرار گرفتن این هواپیما با استفاده از در اختیار گرفتن کنترل هواپیما صورت گرفته‌است. مقامات آمریکا نقص در سیستم موقعیت‌یاب را علت سقوط اعلام کرده‌اند.
علاءالدین بروجردی رئیس کمیسیون امنیت ملی و سیاست خارجی مجلس شورای اسلامی با اعلام این که در جلسه فوق‌العاده صبح ۱۹ آذر دستیابی ایران به این نوع هواپیمای پیشرفته بررسی می‌گردد گفت: «اعضای این کمیسیون از وزارت امورخارجه درخواست کردند تا ابعاد حقوقی این مسئله را به صورت دقیق پیگیری کند.»
دولت ایران فیلمی را در تاریخ ۸ دسامبر ۲۰۱۱ در تلویزیون رسمی کشور نشان داد که پهپاد سرنگون شده در آن به نمایش گذاشته شد. در این فیلم مشخص شد که پهپاد مورد نظر دچار صدمهٔ قابل ملاحظه‌ای نشده‌است.

## پیشینه
مطابق برخی گمانه زنی‌ها، پهپادهای آمریکایی از مدت‌ها پیش از این رویداد عملیات‌های شناسایی را به شکل گسترده در مرز افغانستان و ایران اجرا می‌کرده‌اند.
پیش از این نیز خبرهایی دربارهٔ سقوط هواپیماهای بدون سرنشین آمریکایی در خاک ایران منتشر شده بود، اما هیچ‌گاه هواپیماهای سقوط کرده به این حد سالم نبوده‌اند.

## جزئیات حادثه
مقامات نظامی ایران در تاریخ یکشنبه ۱۳ آذر ۱۳۹۰ ادعا کردند که یک فروند هواپیمای جاسوسی از نوع لاکهید مارتین آر کیو ۱۷۰ سنتینل را در شرق ایران با کمترین خسارت ممکن تصاحب کرده و اکنون آن را در اختیار دارند. یکی از فرماندهان سپاه در مستندی که از شبکه اول سیما با عنوان «شکار طبس» پخش شد مدعی می‌شود عمل لندینگ (فرود با چرخ) در یک دشت صاف انجام شده اما در تصاویر منتشر شده از سوی جمهوری اسلامی ایران به جای نمایش فیلم فرود پهپاد در یک دشت، این پهپاد را بدون چرخ و تکه‌تکه بر روی یک تریلر نمایش می‌دهند همچنین در مستند پخش شده به اشتباه صحنه نشست و برخاست یکی دیگر از پهپادهای آمریکایی با نام عملیاتی نورثروپ گرومن ایکس-۴۷بی که تا آن تاریخ عملیاتی نشده بود را نمایش می‌دهند در ۵ دسامبر ۲۰۱۱، منابعی در ارتش آمریکا تأیید نمودند که هواپیمای بدون سرنشین از نوع آرکیو ۱۷۰ بوده و به علت نقص در سیستم موقعیت‌یابی ناپدید شده‌است. منابع رسمی تا زمان نمایش این هواپیما از سوی ایران از تأیید این خبر امتناع کردند.
این پهپاد، در سالنی که در آن دو فرد یکی به یونیفرم سازمانی سپاه پاسداران انقلاب اسلامی و دیگری یونیفرم خلبانی از نیروی هوایی ارتش جمهوری اسلامی ایران حاضر بودند در تلویزیون ایران نمایش داده‌شد.

### نوع هواپیما

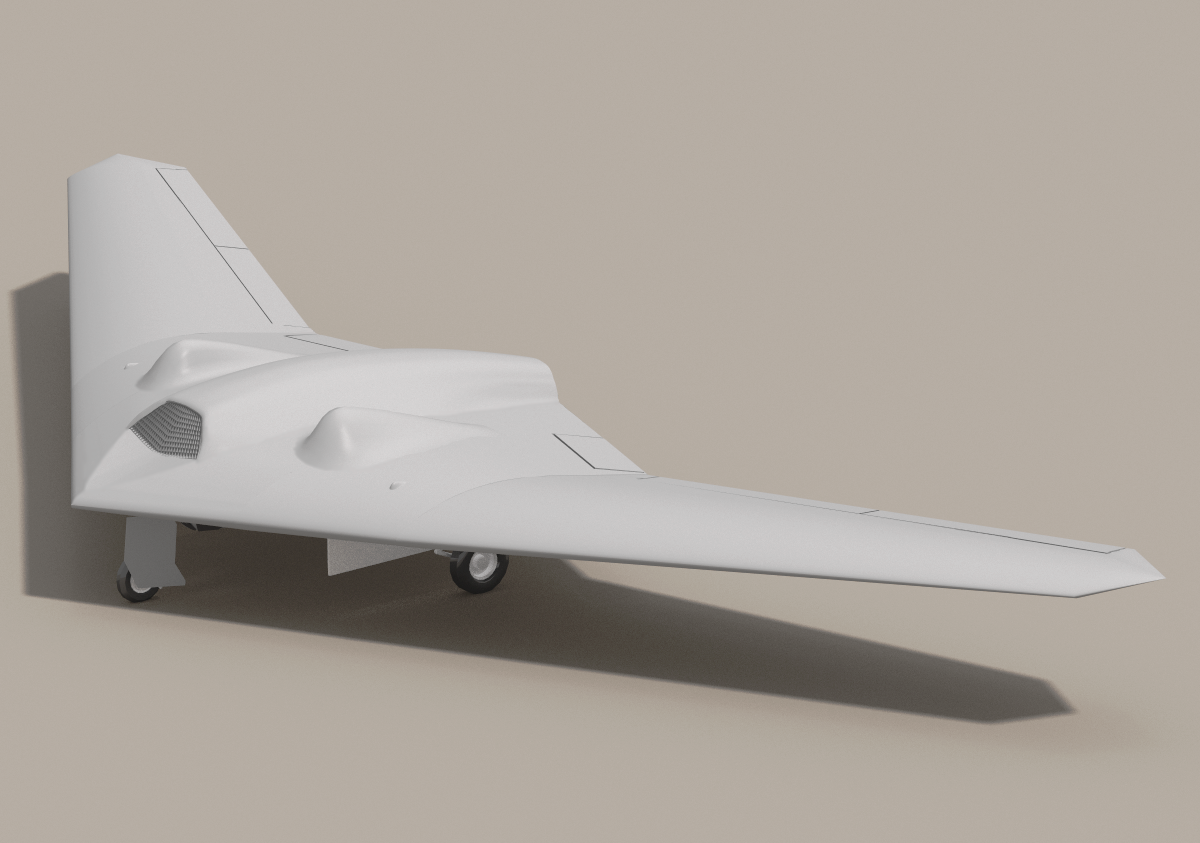
این پهپاد به «جانور قندهار» مشهور است.

این هواپیما، یک هواپیمای بدون سرنشین از نوع لاکهید مارتین آر کیو ۱۷۰ سنتینل بود. از آنجا که آمریکا سعی کرده‌است مشخصات این هواپیما را محرمانه نگه دارد، اطلاعات بسیار کمی دربارهٔ آن در دست است. این پهپاد که تخمین زده شده قادر به پرواز تا ۱۵ الی ۱۸ کیلومتری سطح زمین است، یک موتور دارد، تا حد زیادی رادارگریز بوده و در حال پرواز به سختی با چشم انسان قابل رویت است. این پهپاد ساخت سال ۲۰۰۷ است و با توجه به تصاویر منتشرشده، به نظر می‌رسد که مطابق با آخرین تکنولوژی‌های سال ساختش نیست و سعی شده با کمترین هزینه، و با خودداری از استفاده از تمام تکنولوژی‌های حساس، فقط دارای قابلیت‌های «قابل قبول و در حد نیاز» باشد. دلایل این مدعا، آن است که در طراحی بخش‌هایی از آن، تمامی قواعد رادارگریز کردن رعایت نشده‌است؛ مثلاً ورودی‌های هوای موتور با سرپوشی مشبک پوشیده شده در حالی که این روش امروزه برای هواپیماهای جاسوسی رادارگریز منسوخ شده‌است، یا این که خروجی‌های هوای موتور به جای روی بدنه در انتهای آن قرار دارد، نوک بال‌ها نیز بیش از حد منحنی به نظر می‌رسند و دریچه‌های ارابه فرد، به جای منطبق بودن با خطوط لبه حمله چهارگوش است. به‌طور کلی از اطلاعات در دست می‌توان برداشت کرد که آر کیو ۱۷۰ یک هواپیمای «تاکتیکی عملیاتی» و نه یک هواپیمای «ویژه جاسوسی» است.

### اهداف احتمالی مأموریت
به نوشته اسکای نیوز پرواز این پهپاد بر فضای ایران «احتمالاً بخشی از برنامهٔ جاسوسی وسیع آمریکا برای شناسایی محل سایت‌های هسته‌ای و پایگاه‌های موشکی ایران بوده‌است.»

### چگونگی سرنگونی هواپیما
ایران می‌گوید که با رخنه کردن نیروهای جنگ الکترونیکش در سامانه هدایتگر پهپاد، آن را تحت کنترل خود درآورده و نشانده‌است پایگاه اینترنتی دبکا فایل وابسته به نهادهای اطلاعاتی اسرائیل معتقد است متخصصان چینی در تصرف این هواپیما با ایرانی‌ها همکاری داشتند ولی اینکار بدون مشارکت روسها انجام شده‌است؛ از طرف دیگر آمریکا می‌گوید هواپیما بر اثر نقص فنی سقوط کرده‌است.
هدایت پهپاد با بهره‌گیری از خط ارتباط پایدار ۲۵۶ بیتی با ماهواره انجام می‌پذیرد که توسط کدی ۱۰ یا ۱۱ رقمی محافظت می‌شود. این ارتباط رمزشده از نظر امنیت در سطحی خوب و قابل توجه‌است. اما خود ارتباط می‌تواند بسیار آسیب‌پذیر باشد، چرا که اولاً ممکن است کاربر هدایت‌کننده پهپاد اشتباه کند و همچنین قطع ارتباط ماهواره‌ای هرچند برای مدتی کوتاه بارها دیده شده‌است. همچنین می‌توان با ارسال پارازیت در منطقه سامانه موقعیت‌یاب جهانی را مختل کرد. همین مدت کوتاه برای از دست رفتن کنترل پهپاد و سقوط آن کافی است. کد آر کیو در ابتدای نام پرنده به هواپیمایی بدون سرنشین و غیرمسلح اشاره دارد اما کد عددی آن یعنی ۱۷۰ خارج از عرف و ترتیب مرسوم نامگذاری است. این امر می‌تواند بیانگر تلاش برای جلوگیری از حدس زدن در مورد وجود برنامه باشد.
از روی خسارات وارده در تصاویر، می‌توان فرض کرد که نحوه فرود هواپیما یک «سقوط نرم با ارابه‌های بسته» بوده‌است.
گفته می‌شود که در این هواپیما قابلیتی پیش‌بینی شده‌است تا در صورت افتادن به دست دشمن، خودش را منفجر کند، و نیفتادن این اتفاق می‌تواند نقص فنی باشد؛ زیرا هرگونه رمز گشایی باعث انفجار این پهپاد خواهد شد؛ زیرا فقط یک کانکشن برای ارتباط با این پهپاد طراحی شده‌است؛ و قطع ارتباط به معنی فشردن دکمهٔ انفجار است.
جان پایک، کارشناس مسائل نظامی در گفتگو سی‌ان‌ان گفته به نظرش نمی‌آید که تصاویر یک هواپیما پس از سقوط این شکلی باشد. بیل سوئیتمن، کارشناس مسائل نظامی نیز معتقد است که تصاویر نمایش‌داده‌شده توسط ایران واقعی است، و ایران با شلیک هواپیما را سرنگون نکرده چون هیچ آثاری در تصاویر از این امر به چشم نمی‌خورد. اما به این که ایران در سامانه هواپیما رخنه کرده معتقد نیست. او دلیل سقوط را نقص سامانه آن می‌داند و دلیل تقریباً سالم بودن هواپیما را پایین آمدن آن مانند یک برگ می‌داند.

### میزان خسارت
مقامات آمریکا چندی پس از انتشار خبر سرنگونی و تصاحب پهپاد توسط ایران، اعلام کردند که اگر این هواپیمای کنترل از راه دور در اختیار ایران قرار گرفته باشد بر اثر سقوط از ارتفاع منهدم شده و مقدار ناچیزی از تکه‌های آن در اختیار ایران است، اما در ۱۷ آذر ایران تصاویری را از پهپاد در شبکه ۱ سیمای جمهوری اسلامی ایران پخش کرد. در این تصاویر، پهپاد بدون ارابه فرود و نسبتاً سالم به نظر می‌رسد گرچه در تصاویری که بعداً سپاه پاسداران به نمایش گذاشت و مربوط به زمان سقوط-فرود پهپاد بود؛ پهپاد را به صورت تکه‌تکه بر پشت یک تریلر نمایش می‌داد، که گویا در زمان نمایش در سوله در ۱۷ آذر ماه آن‌ها را دوباره سرهم‌بندی کرده‌اند و با نواری که به نوار چسب صنعتی شباهت دارد و به رنگ بدنه پهپاد درآمده‌است پوشانده‌اند تا میزان دقیق خسارت مشخص نباشد.

## واکنش مقامات آمریکا
در پی انتشار تصاویر این هواپیما وزارت دفاع آمریکا بیانیه‌ای را منتشر ساخت که در آن گفته شده بود که کنترل این پهپاد از هفته گذشته به علت نقص فنی در طی «عملیاتی پروازی در غرب افغانستان» از دست رفته‌است. این بیانیه نوع هواپیما را مشخص نمی‌کرد و نیز بیان می‌داشت که دربارهٔ این موضوع تحقیقات بیشتری صورت خواهد گرفت.
در ۵ دسامبر ۲۰۱۱، منابعی در ارتش آمریکا تأیید نمودند که هواپیمای بدون سرنشین از نوع آرکیو ۱۷۰ بوده و اکنون در اختیار نیروهای ایرانی است. منابع رسمی تا زمان نمایش این هواپیما از سوی ایران از تأیید این خبر امتناع کردند.
در ۸ دسامبر ۲۰۱۱، منبعی رسمی در آمریکا که نمی‌خواست نامش فاش شود به واشینگتن پست گفت: «آمریکا به دلیل آنکه به پهپاد دسترسی ندارد نمی‌تواند اصالت آن را تأیید نماید.» و اما در ادامه نیز خاطر نشان ساخت «ما هیچ نشانه‌ای از سرنگونی آن با استفاده از پدافند هوایی نیافتیم». متخصصی دیگر نیز بیان داشت که «سؤال اصلی در این مورد سالم ماندن پهپاد است»، چرا که با آنکه در ارتفاعی بسیار بلند پرواز می‌کرده باید در هنگام فرود دچار صدمه می‌شده‌است. سرهنگ نیروی دریایی ارتش آمریکا، جان کربی، که یکی از سخن‌گویان پنتاگون نیز هست در کنفرانسی مطبوعاتی در ۸ دسامبر، از بررسی اصالت ویدیو توسط متخصصان صحبت نمود. کربی و سخن‌گوی
دیگر پنتاگون، جورج لیتل، از اعلام نظر دیگری مبنی بر اصالت یا تقلبی بودن پهپاد نمایش داده‌شده طفره رفتند.
در ۶ دسامبر، ایالات متحده اعلام نمود که پهپاد سقوط کرده در نزدیکی فضای ایران، برخلاف مطالب اعلام شده متعلق به سازمان سیا بوده و نه آیساف. ایالات متحده از بیان اصالت پهپاد نمایش داده‌شده در تلویزیون ملی ایران خودداری نمود. اگرچه یک مقام رسمی سابق آمریکا از اصالت پهپاد آرکیو ۱۷۰ خبر داد که از آن برای بررسی تجهیزات هسته‌ای ایران استفاده می‌شده‌است.

### گزینه عملیات برای بازگرداندن پهپاد
به نوشته وال استریت ژورنال مقامات آمریکا گزینه‌های مختلفی از جمله اعزام تیم‌های کماندویی بداخل ایران از افغانستان برای تصاحب یا انهدام پهپاد، بمباران محل نگهداری پهپاد در ایران یا استفاده از عناصر خرابکار برای نابود کردن آن را بررسی کردند اما از ترس عواقب غیرقابل‌پیش‌بینی، از انجام چنین عملیات‌هایی منصرف شدند.

### درخواست اوباما و واکنش ایران
رئیس‌جمهور آمریکا باراک اوباما در تاریخ ۱۲ دسامبر ۲۰۱۱ در یک کنفرانس خبری گفت: «از ایران می‌خواهیم که هواپیمای بدون سرنشین را به آمریکا بازگرداند».
هیلاری کلینتون وزیر امور خارجه آمریکا نیز گفت با توجه به رفتار ایران، آمریکا امیدی به قبول درخواستش ندارد.
رامین مهمانپرست سخنگوی وزارت خارجه ایران در واکنش به اظهارات باراک اوباما گفت: 
آمریکا به عنوان یک فرار به جلو به جای عذرخواهی رسمی و پذیرش این تخلف و جرمی که مرتکب شده‌اند، درخواست تحویل هواپیمای جاسوسی را کرده‌است. به نظر می‌آید اوباما فراموش کرده که به حریم هوایی کشور ما تجاوز شده‌است.
صحبت‌های اوباما با انتقاد تند دیک چینی مواجه شد. از دید او اوباما به جای درخواست کاری که ایران انجام نخواهد داد، بهتر بود برای نابودکردن پهپاد اقدام می‌کرد. جان تابین از سایت نشریه محافظه‌کار امریکن اسپکتیتور نیز ضمن مسخره خواندن اقدام اوباما، نوشت که او بساط خنده خوبی برای سپاه فراهم کرده‌است.
درخواست بازگرداندن پهپاد که توسط رئیس جمهور ایالات متحده مطرح شد این احتمال را که پهپاد دارای فناوری تصویر برداری بسیار پیشرفته بوده را پیش از پیش مطرح می سازد. 

### لئون پانه‌تا
در عین حال لئون پانه‌تا در مصاحبه با فاکس نیوز اعلام کرد که ایالات متحده آمریکا عملیات پرواز پهپادهای جاسوسی در مرز ایران و افغانستان را ادامه خواهد داد. وی همچنین به این نکته اشاره کرده‌است که پهباد آر کیو ۱۷۰ مورد نظر بر اثر نقص فنی سقوط کرده، اما این نکته را نیز متذکر شد که در حال حاضر هیچ حدسی را نمی‌توان انکار کرد.

## واکنش دیگر کشورها

### روسیه و چین
کارشناسانی از روسیه و چین از ایران خواسته‌اند تا لاشه هواپیمای جاسوسی آمریکا را از نزدیک ببینند. از دید تحلیلگران، ارائه پهپاد به روسیه یکی از ساده‌ترین روش‌های رمزگشایی آن دانسته شد.
علاءالدین بروجردی، رئیس کمیسیون امنیت ملی و سیاست خارجی مجلس شورای اسلامی در پاسخ به این مطلب گفت «نیازمند بهره‌گیری از متخصصین روسیه و چین نیستیم». وی همچنین در پاسخ به احتمال تبادل این پهپاد با روسیه و دریافت موشک اس-۳۰۰ گفت: «در مورد اس-۳۰۰، روس‌ها بدهکار ما هستند، آن‌ها به یک قرارداد رسمی عمل نکرده‌اند. حال یا باید طبق مفاد آن عمل کنند یا خسارات مترتب بر آن را پرداخت کنند.»

### اسرائیل
دو روز پس از سرنگونی پهپاد آمریکا توسط نیروهای مسلح ایران، بنیامین نتانیاهو نخست‌وزیر اسراییل، آویگدور لیبرمن وزیر امور خارجه خود را به منظور مذاکره با مقامات روسیه به مسکو فرستاد. محور این گفتگو جلوگیری از هر گونه معامله با ایران به ویژه فروش موشک‌های اس ۳۰۰ در قبال دستیابی به اطلاعاتی دربارهٔ هواپیمای لاکهید مارتین آر کیو ۱۷۰ سنتینل بود.

## بازتاب در رسانه‌های جهان
خبرگزاری تابناک در تاریخ ۲۱ آذر ۱۳۹۰ به بازتاب این رویداد در چند رسانه اشاره کرد:
- ریانوستی: این هواپیمای بدون سرنشین آمریکایی، به سختی دیده می‌شود و آمریکا از این هواپیمای بدون سرنشین برای حمایت از فرماندهانی که در جنگ به اطلاعات نیاز دارند، بهره می‌گیرد. این در حالی است که ایران، این هواپیمای بدون سرنشین را با کمترین آسیب سرنگون کرده‌است. با وجود این، نیروهای هوایی آمریکا تاکنون در این باره موضع‌گیری نکرده‌اند و حتی در سایت وزارت دفاع و نیروهای هوایی این کشور، اشاره‌ای به این خبر نشده‌است.
- آر. ای. تی ایرلند: هم دربارهٔ سرنگونی این هواپیمای جاسوسی آمریکا گفته‌است که تا سال ۲۰۰۹ کسی از وجود چنین هواپیمای شناسایی بدون سرنشینی در نیروهای هوایی آمریکا آگاه نبود، تا اینکه در این سال متخصصان وجود این پرنده جاسوسی را در نیروی هوایی آمریکا لو دادند و آمریکا هم در سال ۲۰۱۰ وجود و استفاده از آن را تأیید کرد، اینک ایران یکی از همین هواپیماها را سرنگون کرده‌است.
- نیویورک دیلی: هم گزارش داده که ایران هواپیمایی بدون سرنشینی را سرنگون کرده‌است که در عملیات کشتن اسامه بن لادن مورد استفاده قرار گرفته بود و اطلاعات محل اقامت بن لادن توسط این مدل هواپیمای بدون سرنشین جمع‌آوری شده بود.
- العربیه: گزارش داده‌است که هواپیمای سرنگون شده توسط ایرانی‌ها برای جمع‌آوری اطلاعات در سطح منطقه توسط سیا مورد استفاده قرار می‌گرفته‌است. افزون بر این، العربیه همچنین افزوده که این هواپیمای بدون سرنشین برای شلیک موشک در مناطقی از پاکستان، یمن و افغانستان هم مورد استفاده قرار گرفته‌است.
- الجزیره: با پوشش خبر سرنگونی این هواپیمای بدون سرنشین به موارد پیشین موفقیت ایران در سرنگونی هواپیماهای بدون سرنشین ایران اشاره کرده و به نقل از حاجی زاده، رئیس واحد هوافضای سپاه پاسداران نوشته که هواپیماهای بدون سرنشین ساقط شده پیشین به رویت کارشناسان روسی هم رسیده‌است. ایران هم توانسته با مهندسی معکوس، هواپیماهایی شبیه آنان را طراحی کند.
- گلوبال‌پست: هم در این باره گفته این هواپیما در شرکت «لاکهید مارتین» ساخته شده و نیروی هوایی آمریکا در افغانستان از آن استفاده می‌کرده‌است. این نشریه همچنین افزوده‌است، سرنگونی این هواپیمای بدون سرنشین، واکنش‌هایی را در خارج از ایران برخواهد انگیخت.
- اسکای نیوز: نیز نوشته‌است، هواپیمایی که ایران سرنگون کرده‌است، عمدتاً برای شناسایی به کار می‌رود و از آن برای حمل تسلیحات نظامی استفاده نمی‌شود.
- دیلی استار لبنان: هم ضمن پوشش خبر سرنگونی هواپیمای بدون سرنشین آمریکایی نوشته‌است که سرنگونی این هواپیما، می‌تواند بحث‌های مربوط به روابط ایران و انگلستان را پوشش دهد.

وبگاه همشهری آنلاین نیز واکنش و دیدگاه برخی رسانه‌ها را منتشر کرد:
- هاآرتص: هواپیمای بدون سرنشین پیشرفته RQ-۱۷۰ چندین سال است که در جنگ افغانستان مورد استفاده قرار می‌گیرد و مقامات آمریکایی تأیید کردند که کنترل این هواپیما را زمانی که در مرزهای غربی افغانستان در حال پرواز بوده‌است از دست داده‌اند. پیشتر برخی کارشناسان آمریکایی اعلام کرده بودند که حتی اگر ایران به این هواپیمای سرنگون شده دست یابد، بهره‌برداری کمی از آن خواهد کرد چون احتمالاً این هواپیما از ارتفاع بالایی سرنگون شده و لاشه آن قطعه قطعه شده‌است.
- بی‌بی‌سی: تلویزیون ایران برای نخستین بار تصاویر هواپیمای پیشرفته آمریکایی را که ایران اعلام کرده در نزدیکی مرزهای افغانستان ساقط کرده نشان داد. بی‌بی‌سی ادامه داد: تصاویر نشان می‌داد که هواپیمای جاسوسی پیشرفته RQ۱۷۰ آمریکا آسیبی ندیده‌است. مقامات آمریکایی پیشتر از دست دادن یک هواپیمای بدون سرنشین را تأیید کرده بودند. از سوی دیگر مقامات پنتاگون (وزارت دفاع آمریکا) به شدت از دست‌یابی ایران به اطلاعاتی دربارهٔ فناوری این هواپیمای پیشرفته ابراز نگرانی کرده بودند. این برای نخستین بار است که آمریکا این نوع هواپیمای جاسوسی را که با نام «سنتینل» شناخته می‌شود از دست می‌دهد.

## رمزگشایی
ایران پس از به دست آوردن یک نسخه از آر کیو ۱۷۰ ادعا کرد که موفق شده آن را رمزگشایی کند و در پی ساخت نمونه مشابه به روش مهندسی معکوس است.

## ساخت نمونه‌های مشابه

### مهندسی معکوس
اسرائیل مدعی شده که ایران یک کپی از مدلRQ-170 در پوشش ارائه اطلاعات در مورد پهپاد کاربردی ScanEagle آمریکا به روسیه تحویل داده‌است. اسرائیل برای این ادعا شواهدی ارائه نداده‌است. در نهایت ایران در ۲۱ اردیبهشت سال ۱۳۹۲ادعا کرد توانسته این پهپاد را به‌طور کامل مهندسی معکوس نماید و از مدل کپی ایرانی آن رونمایی خواهد کرد
در تاریخ ۲۲ اردیبهشت ۱۳۹۳ ایران رسماً از نمونهٔ کپی پهپاد آمریکایی که ادعا می‌شود با مهندسی معکوس ساخته شده رونمایی کرد.
ایران شواهد و مدارکی دال بر صحت وجود توانایی‌های پهپاد کپی شده مانند توانایی‌های ابتدایی پرواز و فرود، سقف پروازی آن و توانایی‌های پیشرفته رادار گریزی، سیستم‌های کنترل هدایت و پیش رانش، توانایی جاسوسی پیشرفته و… ارائه نکرده‌است.

### پرواز در ایران
ایران مدعی شد که پهپاد RQ 170 را با مهندسی معکوس مدل‌سازی کرده و در دوازدهم آبان ماه سال ۱۳۹۳ شمسی با نمایش فیلمی مدعی شد که این پهپاد کپی شده توانایی پرواز دارد
در فیلم نمایش داده شده می‌توان دریافت که این پهپاد ۶۰ در صد از نمونه واقعی کوچکتر بوده و آنچه که در فیلم نمایش داده می‌شود نه یک کپی کامل (Full Scale) که یک RC (هواپیمای کنترل از راه دور) است.